# Валсолда
Валсо̀лда (на италиански и на ломбардски: Valsolda) е село и община в Северна Италия, провинция Комо, регион Ломбардия. Административен център на обшината е село Сан Мамете (San Mamete), което е разположено на 275 m надморска височина, на североизточния бряг на езеро Лаго ди Лугано. Населението на общината е 1534 души (към 2017 г.).